# Kościół Narodzenia Najświętszej Maryi Panny w Gwoździanach
Kościół pw. Narodzenia NMP w Gwoździanach – kościół w Gwoździanach, powiat lubliniecki, diecezja opolska.

## Historia i architektura
Kościół wzniesiony w 1576 r. w Kościeliskach k. Olesna (w pierwotnej lokalizacji pod wezwaniem Nawiedzenia NMP), przeniesiony do Gwoździan w latach 1976–1978. Świątynia usytuowana na sztucznym wzniesieniu, konstrukcji zrębowej z wieżą konstrukcji słupowej. Prezbiterium zamknięte trójbocznie, przy nim zakrystia od zachodu. Nawa na rzucie prostokąta z wejściem bocznym od wschodu. Wieża czołowa przylega do nawy od południa, datowana na XVII/XVIII w. o ścianach szalowanych deskami z hełmem ośmiobocznym, baniastym z latarnią. Dach świątyni siodłowy kryty gontem, nad nawą sześcioboczna wieżyczka na sygnaturkę, nakryta baniastym hełmem. Na zewnątrz ściany pobite gontem. Dawne wyposażenie w nowszym kościele parafialnym w Kościeliskach. Wnętrze świątyni w Gwoździanach – współczesne.
Na dzwonnicy znajdującej się obok kościoła wiszą trzy dzwony odlane w Ludwisarni Felczyńskich, w Taciszowie. Noszą imiona: Miłosierdzie Boże, św. Józef oraz Maryja. Ważą ok. 290, 420 i 700 kg.
Kościół znajduje się na Szlaku Architektury Drewnianej województwa śląskiego.